# Boy (I Need You)
Boy (I Need You) è un singolo della cantautrice  statunitense Mariah Carey, pubblicato nel 2003 ed estratto dal suo nono album in studio Charmbracelet. Il brano vede la partecipazione del rapper statunitense Cam'ron.

## Tracce
- CD (Parte 1)

1. Boy (I Need You)
2. Boy (I Need You) [Remix]
3. Boy (I Need You) [Copenhaniacs Remix]
4. Boy (I Need You) [Enhanced Music Video]

- CD (Parte 2)

1. Boy (I Need You)
2. Boy (I Need You) [Street Remix]
3. Boy (I Need You) [Topnotch L8 Mix]
4. Boy (I Need You) [Topnotch Tox Mix]

## Video
Il videoclip della canzone è stato diretto da Joseph Kahn.